# 美國社會
美国社会属于西方文化系统，在美国立国之前就已开始发展。它拥有自己独特的社会文化特征，如方言，音乐，艺术，社会习惯，美食，民俗等。今天的美利坚合众国是一个民族和种族多元化的国家，整个历史中都不断有其他国家的人民移民美国。它的主要早期的影响来自英国和爱尔兰的移民。英国文化，由于英国的殖民和英语、法律体系和其他文化遗产的传播，具有主导性的影响。其他重要的影响来自欧洲其他地区。

## 社会阶级和职业
尽管大多数美国人现在认为他们是中产阶级，但是美国社会和美国文化更加细致。社会阶级，通常形容为教育程度、收入和职业声望的结合，是美国最有影响的文化之一。在美国，几乎所有的社会互动和消费者行为这些文化层面都指示一个人在社会结构中所处的位置。
不同種族的生活方式、消费方式和价值观都与不同阶层有关系。例如，早期社会学家和经济学家凡伯伦注意到在社会阶层顶级的人都会涉及挥霍休闲和炫耀性消费。中上阶层的人群通常把教育程度和文化素质当作基本的价值观。在这个社会阶层的人通常发言更加直接来表示权威性、知识性和信誉度。他们经常会涉及所谓的大众奢侈消费，比如品牌店衣服。对于自然原料和有机食物的青睐和强烈的健康意识也是中上阶层人群的显著特征。中产阶级的人群普遍重视拓宽个人视野，尤其因为他们受教育程度较高，并且可以负担较好的休闲和旅行。工人阶级的人群会因为他们认为他们所做的是“实际工作”而感到巨大自豪，并且他们联系紧密来防范经常的经济不稳定性。工人阶级的美国人和中上阶层人士同样要面对职业疏远。与雇佣中上阶层专业人士来概念化、监督管理和共享思想相比，许多美国人在工厂几乎享受不到一点自主权和创造自由。所以，白领专业人士在很大程度上更满意他们的工作。直到最近，处在收入阶层中间的中产阶级，需要面对上升的经济不安全性，从而支持大多数工人阶级的意见。
政治行为也受阶级影响，比较富裕的人士会更加愿意投票，并且教育程度和收入会影响一个人投票给民主党或共和党。收入同样很大的影响健康卫生，收入比较高的人群会接触更好的卫生保健设施，并且有较长的寿命、低婴儿死亡率和较高的健康意识。
在美国，职业是社会阶级的主要因素，并且紧密的联系到一个人的身份。在美国，平均一个人全职一周工作的时间为42.9小时，有30%的人一周工作都超过40小时。这应该得到注意，但是，在五级社会阶层中的前两层的人通常一周工作超过50小时。在2006年的前两季，平均美国人一小时赚16.64美元。总体来说，相比同样的发达后工业化国家，美国人的工作时间更长。相比丹麦的工作人士平均一年享受30天的假期，美国人平均一年只有16天的假期。在2000年，美国人平均一年工作1978个小时，比德国的平均工时超过500个小时，但是比捷克平均工时少100个小时。总的来说，美国是全世界产量最高的劳动力(总数量上，非每小时工作量)，很大程度上因为相比其它的后工业化国家（除韩国之外），美国的工作人士工作时间更长。美国人普遍十分尊重工作和生产，忙碌并强度工作也被认为是获得尊严的方式。

## 运动
自19世纪末期，棒球被认为是美国的国民运动；橄榄球、篮球和冰球是美国领先的三个职业团体运动。大学生橄榄球和篮球也吸引了大批观众。现在，橄榄球通过各种方式，成为了美国最受欢迎的，观众最多的体育运动。拳击和赛马曾经是观众最多的个人运动，但是现在高尔夫球和赛车遮盖了它们的光芒，尤其是全美汽车比赛协会。足球，虽然不是这个国家的领先职业运动，却在年轻人和业余爱好者中广泛流行。网球和其它户外运动也十分流行。

## 食物和衣服
汉堡包在美国是十分著名的食物。由于美国广大的大陆面积、相对的庞大人口（3亿多的人口）和本土与移民带来的大量影响，美国的食物非常多样化。在家烹调的食物有很多类型，这取决于地区性和家族自己的文化遗传。近来的移民趋向于吃与自己原本国家相似的食物和一些使其美国化的食物，比如中美融合食物和意大利与美国融合的食物到最后经常会出现，一个例子就是，越南菜、韩国菜和泰国菜。德国菜肴对美国菜肴才要有很深远的影响，尤其是中西部的食物，在两种菜肴中有许多标志性的原料，如土豆，面条，烤肉，炖汤和蛋糕或点心。食物如汉堡包、炖肉、烤火腿和热狗都是源于德国食物的美国食物的例子。美国的不同地区都有自己的菜肴和烹饪方式。在路易斯安那州，举个例子，法人后裔和克里奥尔式的烹饪十分著名。法人后裔和克里奥尔式的烹饪方式受法国人、阿卡迪亚人和海地人的烹饪方式影响，虽然他们自己的食物是原创的和独特的。例子包括蒸小龙虾、红豆饭、海鲜或鸡肉秋葵浓汤、什锦菜肴和香肠。受意大利、德国、匈牙利和中国影响，传统的美国食物、加勒比海、墨西哥和希腊菜也在美国普通食物中传播开来。这在来自美国中部的中产阶级中十分普遍，比如，批萨店、家庭制作的批萨、辣墨西哥肉、红辣椒鸡、磨牛肉丝和德国式小香肠配泡菜都在一周中成为了正餐。
一件“夏威夷衬衫”，在夏威夷流行并在美国西部较为盛行。除了职业商务正装之外，美国的服装比较折衷或者主要以非正式形式出现。当美国各种各样的文化渊源反映在其服装方面，尤其是在最近的移民的服装中，牛仔帽、靴子和皮革摩托车夹克都是明确的美国风格的标志。在19世纪50年代，由商人李维﹒史特劳斯，一个移民到三藩市的德籍犹太人推动了作为工作服的牛仔裤的流行，并且在一个世纪之后被很多美国青少年接受。现在，每一块大陆上，各种年龄和不同阶层的人士都流行穿着牛仔裤。与总的大众非正式着装一起，牛仔裤可以认为是美国文化对全球时尚的最初贡献。美国也同样是许多领先品牌标志总部的建设地，如拉夫﹒劳伦和卡尔文克﹒莱恩。品牌如阿贝克隆比﹒费奇和红犀牛则迎合各种缝隙市场。

## 教育
美国的教育主要由政府提供，由三级政府管理和资助：联邦政府、州政府和地方政府。上学接受教育是强制的并且初等和高等教育几乎普遍于全世界（在美国之外称为小学教育和中学教育）。
学生有权利选择他们接受教育是在公立学校、私立学校还是家庭学校。在大多数公立和私立学校中，教育被分为三个等级：小学、初级中学（也经常被称为初中）和高中。在这三级的几乎所有的学校，孩子们因年龄划分到不同的年级。在中学教育后，在美国普遍称为的“学院”或“大学”是与小学和中学分隔开来的被管理的系统。
在2000年，从幼儿园到研究生院共有7660万学生入学。在其中，70%的12岁到17岁的学生因为他们的年龄被判断为在学术“轨道”上（在年级水平或年级水平之上登记入学）。接受义务教育的学生，有520万（10.4%）人在私立学校上学。在国家的成人人口中，超过85%完成了高中教育，27%的人得到了一个学士学位或者更高学历。

## 语言
在美国，主要但并不是官方的语言是美式英语。根据2000年美国人口普查，超过97%的美国人可以说一口漂亮的英文，而且有81%的人在家只说英语。有将近3000万以西班牙为母语的人也居住在美国。除了英语，有300种语言在美国被当地人使用，其中一些被原著民使用（大约150种现存语言），其他一些由各种移民引入。美国手语，主要被聋哑人所用，同样也是本地语言。夏威夷语同样也是美国的本国语言，因为它只在夏威夷州是当地语言。西班牙语是美国第二大通用语言，而且也是官方语言之一，并在美国被广泛的使用。
在美国有四种主要的地方方言：东北、北美内陆和美国中西部地方方言。中西部口音（被认为是美国的“标准口音”，并与世界上说英语的其他地方的标准发音在某些方面相似）从原本的中部殖民地延伸到横跨中西部至太平洋沿岸各州。

## 宗教
历史上，美国的宗教传统一直被基督教主导。现在，約四分之三的美国人信奉基督教，新教徒（46.5%）在基督教徒中占据了稍高比例。天主教会（27%）是最大的基督教派，因为新教分属于不同的教派，包括活躍東北部的主流新教及活躍南部的福音派。在美国还有其它宗教存在，比如犹太教、印度教、伊斯兰教、佛教、摩门教、新异教（最主要的是科学教、山度士等）和其它。大约23%的美国公民是无神论者、不可知论者或无宗教信仰者。
联邦政府是采取现世主义的制度，但对各宗教组織持包容及尊重的態度。美國经常被称为政教分离的成功样版，因為相较於其他国家，美国给予極广大的宗教自由空间。

## 住房
在第二次世界大战不久之后，美国人住在郊区的人数开始上升，城市周围的人口密度比农村地区高，但是比城市地区低很多。这种迁移由很多因素促成，比如汽车、大片土地的可用性、更多更长的铺面道路的便利性、城市中心暴力行为渐长（见白人逃亡）和住宅的廉价。这些新住宅一般都是一层或两层高，并且属于大片住宅的其中之一，都是经一个开放商开发。由此带来的低密度开发被冠有“城市扩张”的蔑视标签。但是，这个现象在变化，“白人逃亡”正在逆转，许多雅皮士、中上阶层人士和婴儿潮时代的空巢人群回到城市中生活，通常住在托管公寓中，比如纽约下东区和芝加哥南环。这个结果被许多略微贫困，市中心平民区的居民取代。（见下层住宅高档化）。接近国家中等价位的城市住房也一直在失去中收入人群，是指拥有80%到120%的都市中等家庭收入的人群。在这里，比较富裕被经常认为是专业人士或者中上阶层的中产阶级，会去搜寻在独有的郊区里更大的住房。这个趋势很大原因是因为所谓的“中产阶级压力”，这使统计学上的中产阶级和更有权力的中产阶级产生了明显的区别。但是在很多更贵的地区，比如加利福尼亚州，另外一种趋势出现，更加富裕的中产阶级代替本来的真正社会中产和经过转换的前社会中产流入了中上阶层的居民区。
由于更多的人因工作和娱乐迁移到城市，农村地区的人口一直在下降。这个农场大逃离从20世纪40年代就开始了，最近几年只有不到2%的人居住在农场（尽管其他人住在乡村并且上下班往返）。电力和电话，有些时候的电缆和网络服务除了最偏远的地区都有提供。而在城市地区，上到高中包括完成高中学业的学生只在暑假或者放学之后帮忙。
大约有一半的美国人现在居住在被人们称为的郊区。郊区的基本家庭现在被认为是“美国梦”的一部分：一对结婚的夫妇带着孩子们在郊区拥有一套房子。这个原型被大众传媒、宗教活动和政府政策强化，并且它建立在盎格鲁—撒克逊文化基础之上。在郊区居住的其中一个最大的不同是住房是被家庭所占有。许多郊区都被家庭住宅占满，零售区、工业区并有些时候由公立学校隔离开来。但是，许多美国郊区正在把这些地区合并成更小的范围，以此吸引更多的人搬来这些社区。
除了别墅之外，包括在郊区和小城镇更多的公寓和连排别墅，最大的郊区居住的区别是各种不同郊区文化的密度和多样性，并且零售店和制造业住宅与普通住宅混合。城市居民更加倾向于乘搭大众交通，并且孩子们通过走路或者骑自行车上学而不是由家长开车接送。

## 两性关系

### 热恋、同居和青少年性关系
情侣通常通过宗教组织、工作、学校和朋友相识。“约会服务”，是一种服设计来帮助人们寻找另一半的服务，无论在网上还是网下都很流行。在过去的几十年里，越来越多的人倾向于在婚前同居或者同居替代结婚。2000年的人口调查报告显示有970万异性伴侣同居，并且大约有130万同性伴侣同居。这些同居方式之前并没有成为法律管制的重点，但是现在许多州都有同志伴侣章程和判例同居津贴规定为未结婚的情侣提供支持。
青少年性行为十分普遍，大多数美国人在他们十几岁时开始有性关系。现在的数据显示，一个人到了18岁，超过一半多一点的女性和几乎三分之二的男性已经发生过性行为。超过一半的青少年有约会的性伴侣。危险的性行为在青少年之间蔓延，牵涉“任何有关于性交”的行为。在美国，青少年怀孕的几率在1999年和2000年之间递减了28%，从每1000人117人怀孕减少到每1000人84人怀孕。根据世界卫生组织对美国的计算，在2002年数据的基础上，170个区域有84个都基于青少年生育率。

### 结婚与离婚
婚姻法由各州独立建立。同性结婚现在在马萨诸塞州、爱荷华州、佛蒙特州、缅因州、新罕布什尔州合法，并且康乃狄克州、新泽西州、加利福尼亚州、俄勒冈州、华盛顿特区、华盛顿州和内华达州允许同性伴侣在民事联姻和同居关系之下获得大多数州级的结婚津贴。夏威夷州、马里兰州和科罗拉多州给同居关系伴侣提供一些津贴。纽约承认州外的同性婚姻但是并执行。在很多州，跨越州获得在本州非法的婚姻关系是违法的。典型的婚礼包括一对情侣在他们的亲属和朋友面前，互相对对方宣示承诺，通常由一个宗教人士主持，比如牧师、神父或者拉比，这取决于这对情侣的信仰。在传统的基督仪式上，新娘的父亲要把新娘的手交给新郎。世俗的婚礼普遍由法官、治安法官或其它市政府官员主持。
离婚属于州政府的职权，所以各州离婚法各有不同。在20世纪70年代之前，离婚配偶需要指称另一方配偶有罪责或者罪恶，比如抛弃或者通奸。当夫妻只是简单的相处不来，律师们会被迫制造无可争议的离婚。无错误离婚革命在1969年的加利福尼亚州开始，南达科他州州是最后一个允许非错误离婚的州。在1985年，在“不可和解的差异”之上的非错误离婚在所有州可执行。但是，许多州最近要求在正式离婚之前有一个分居期。当孩子被涉及时，州的法律对孩子提供支持，有时提供赡养费。现在的成人离婚率是20年之前的2.5倍，是50年之前的4倍，40%-60%的首次结婚会最终以离婚收场。在第一个五年之内的可能性是20%，在第一个十年之内的可能性事33%，当孩子到16岁时可能有25%与继父或继母居住在同一屋檐下。美国今天的中等婚姻长度为11年，有90%的人会在庭外和解离婚。

### 性别角色
自1970年以来，传统的男性和女性角色日益被法律和社会挑战。在今天，很多有职务会因为一个人的性别而限制。军队是一个明显的例外，因为女性在法律上不会被推上前线指导作战。但是，不对称战争会让女性指导作战，但要提名。
大多数社会角色不被法律限制性别，虽然还有某些角色有文化约束。越来越多的女性进入工作场所，在2000年46.6%的劳动力来自女性，比1900年的18.3%有所上升。但是，大多数男性并没有接管传统的家庭操持者的角色，同样的，很少男性会做传统的女性工作，比如接待员或者护士（尽管在美国内战之前，护士是一个传统的男性角色）。

## 死亡仪式
在美国，为所爱的人逝去在殡仪馆守夜几天是一个习俗。如果有敝盖棺材吊唁，死者的尸体会设置成防腐，并且会被穿上得体的衣服。传统的犹太人和穆斯林的仪式包括沐浴和非尸体防腐。朋友、亲人和熟人都会从不同的地区聚集在一起，对死者表示最好的致敬。花会送到棺材处，有时悼词、挽歌、个人轶事或者集体祈祷会进行叙述。另外，参与者会坐、站或者跪着静静的默哀或者祈祷。亲吻已故人的前额在意大利裔美国人和其他人之间十分典型。通常都会向遗孀和鳏夫或者其他亲人致意哀悼。
葬礼通常会立刻举行或第二天举行。葬礼仪式根据宗教和文化有不同的变化。美国天主教举行葬礼仪式代表性地点是教堂，有时会采取追思弥撒曲的形式。犹太裔美国人通常在犹太教会堂或者庙宇举行仪式。护棺者会把已故者的棺材运送到灵车上，然后一路上列队送到最终长眠之处，通常是墓地。独特的新奥尔良人的爵士葬礼在游行中会有很多快乐的喧闹的音乐。
奥本山公墓（建立在1831年）以美国第一个花园墓地为名。美国墓地的设计因他们的花园化设置而独特。排排的墓穴会被草地覆盖，并散布在树和花之间。墓碑、陵墓、雕像或简单的瓷板是个人墓穴的典型标志。火葬在美国是另外一种普遍的惯，尽管很多宗教都对他嗤之以鼻。已故之人的骨灰会贮藏在骨灰瓮之中，可能会放到私人住宅里或者被埋葬。有时骨灰会撒到空中。骨灰扬洒是非正规仪式的一个环节，在自然景区（悬崖、湖泊或者山）举行通产被死者青睐。
所谓的殡仪业在美国已经发展起来，替代了之前更正式的传统仪式。在殡仪馆流行之前，守丧会在普通的私人住宅里进行。通常，最尊贵的房间会为这个目的保留空置。

## 房间布置
美国的家庭结构没有特殊的家庭布置，可以称为大众盛行的标志。
现在，美国的家庭布置反映了当代美国社会的多样和动态文化。虽然在20世纪一段相当短的时期之内，大多数的家庭坚持核心家庭的概念（一对结婚的伴侣与一个亲生孩子），现在单亲家庭、无子伴侣和融合家庭组成了美国家庭的绝大多数。
另外一个变化是，年轻人离开家长家庭的年龄在不断增长。传统上，一个人超过“进大学年龄”还与父母住在一起会被否定地看待，但是现在孩子到25岁与父母住在一起并不是罕见的情况。这个趋势主要归因于不断上升的生活费用早已超越过去几十年的水平。所以，许多年轻人现在超过25岁还与父母保持很好的联系。这个话题在2005年登上了时代杂志的封面。
在25岁离家的习俗会是意大利裔和西班牙裔美国人的例外，而且在昂贵的城市房地产市场，比如纽约、加利福尼亚和火奴鲁鲁，月租金通常会超过1000美元。
单亲家庭是指有一个成年人（多数是女性）和一个或多个小孩组成的家庭。在单亲家庭，一个家长通常会在另一半微小或者无帮助的情况下独立抚养孩子。这个家长是家庭唯一的养家糊口的人，所以这些家庭的经济特别脆弱。他们的贫困性更高，而且这些家庭的孩子们更多会有教育方面的问题。

## 区域差异
美国不同地区的文化差异体现在新英格兰、中大西洋州、美国南部、美国中西部、美国西南部、美国西部和西北太平洋地区的历史。美国大陆的西岸由加利福尼亚和俄勒冈州组成，华盛顿州有时也被指在西海岸，因为它有左倾的政治倾向和自由主义规范、社会习俗和价值观的倾向。
在美国强烈的文化差异有一段很长的历史，战前的南方奴隶社会是一个最好的例证。在北方和南方地区不止社会方面，经济关系也十分紧张，以至于最终南方地区宣布他们为独立的国家，为美国联邦国，以此引发了美国内战。区域差异的一个例子是对待性讨论的态度，通常在美国东北部地区性讨论会限制较少，但是在美国南部地区被看做是一个禁忌。
在1989年由大卫哈克特费舍尔撰写的《Albion’s Seed》（ISBN 0195069056）里面，他对美国由四种截然不同的区域文化组成的理论提出了强有力的证据。这本书的焦点是，4组不列颠群岛的人在17世纪到18世纪从英国和爱尔兰移民到英美殖民地说表现的习俗。费舍尔的理论是，这些族群的文化和习俗是会持续的，尽管随着时间会有一些改变，这为美国四种现代地域文化打下了基础。
根据费舍尔，美国文化的基础是由来自大不列颠四个不同地区的大量移民促成的四种不同社会宗教文化奠定的。新英格兰的最早定居时期是1629年到1640年之间，当大多来自东英格兰的清教徒到那里定居，组成了新英格兰的地区文化。下一个大量移民是英格兰南部的移民者，爱尔兰和苏格兰的本土员工在1640年到1675年之间移民到切萨皮克湾。这促成了美国南部文化的发展。接着，在1675年和1725年之间，上万的爱尔兰人、英格兰人和德国教徒，受威廉指引，在德拉瓦谷大都会区定居。这个定居促成了今天“德美”文化的行程，尽管，根据费舍尔，这事实上只是美国的区域文化，即使现在已经包围了美国大部分，从大西洋中部到大西洋沿岸。最后，在1717年和1775年之间，爱尔兰、苏格兰和英格兰定居者从大不列颠和爱尔兰的边境之地移民到阿帕拉契亚。他们组成了美国上南方地区文化，随后传播到西部，比如西德克萨斯和美国西南部的一些区域。
在他的书中，费舍尔提出了很多有趣的观点。他暗示，美国不是一个由一个普遍文化和三个或更多的附属文化组成的国家。他断定这个国家只是由地区文化组成的，并且这种理解可以帮助理解很多现代的美国生活。费舍尔也提出了一个观点是，地区文化发展的起源不只是定居者来自什么地方，而且何时来到。费舍尔认为在不同时期的阶段，很多人会有不同的信仰、恐惧、希望和偏见，并且不同的定居族群把他们的思想带到新世界，他们或多或少在美国冷冻了一段时间，但最终都改变了他们来自的地方。